# 찐섬
찐섬(베트남어: Trịnh Sâm / 鄭森 정삼, 1739년 3월 18일(음력 2월 9일) ~ 1782년 10월 19일(음력 9월 13일))은 대월 후 레 왕조의 정치인, 찐 주의 제10대 군주(재위: 1767년 ~ 1782년)이다. 봉호는 정도왕(베트남어: Tĩnh Đô Vương / 靖都王)이다.

## 생애
빈흐우 5년 2월 9일(1739년 3월 18일), 찐조아인의 둘째 아들로 태어났다.
까인흥 14년(1753년) 12월, 왕세자(王世子)로 세워졌다.
까인흥 19년(1758년) 10월, 흠차절제각처수보제영(欽差節制各處水步諸營) 겸 장정기(掌政機) 겸 태위(太尉) 겸 정국공(Tĩnh Quốc Công/靖國公)으로 봉해졌고, 양국부(諒國府)를 설치하였다.
《대월사기전서속편(大越史記全書續編)》에 따르면 찐섬은 왕세자 시절에 문학(文學)을 애호하였고, 유학가의 교양이 있었다. 당시 황태자 레주이비 또한 재능이 뛰어난 인물이었고, 찐조아인은 레주이비를 중시하여 딸을 그에게 시집보내 태자비로 세웠다. 찐조아인은 군신 관계를 매우 중시하는 인물이었으므로 자신은 신하이며 후 레 왕조의 황제가 군주라고 여겼다. 한번은 레주이비와 찐섬이 함께 찐조아인을 알현하였는데, 찐조아인은 주연을 배설하고 레주이비를 초대하였다. 찐조아인의 정비(正妃) 응우옌씨(阮氏)가 왕세자와 황태자의 사이 군신 관계가 애매해진다고 함께 식사를 할 수 없다고 여겼고, 찐섬을 다그쳐 나가도록 하였다. 이후로 찐섬은 레주이비와 틈이 벌어졌다.
까인흥 28년 1월 17일(1767년 2월 15일), 찐조아인이 병사하자 찐섬이 뒤를 이었다. 그해 5월 4일(1767년 5월 31일), 원수총국정(元帥總國政) 겸 정도왕(Tĩnh Đô Vương/靖都王)으로 진봉되었다.
까인흥 30년(1769년) 3월, 찐섬은 레주이비와 찐조아인의 첩이 간통하였다고 무함하여, 현종을 압박해 레주이비를 폐출하고 둘째 아들 레주이껀을 황태자로 세우도록 하였다. 그해 8월 11일(1769년 9월 10일), 대원수총국정(大元帥總國政) 겸 상사(上師) 겸 정왕(Tĩnh Vương/靖王)으로 진봉되었다.
까인흥 31년 10월 10일(1770년 11월 26일), 다시 대원수총국정(大元帥總國政) 겸 상사(上師) 겸 상부(尙父) 겸 예단문공무덕정왕(睿斷文功武德靖王)으로 진봉되었다.
까인흥 32년(1771년) 12월, 레주이비와 그의 당우들을 죽였고, 레주이비의 자녀들을 모두 감금하였다. 이해에 베트남 남방에서 떠이선 세력이 봉기를 일으키자 응우옌 주의 통치가 흔들리기 시작했다. 찐섬은 응우옌 주가 날로 쇠락하는 것을 보고 떠이선의 응우옌후에와 연합하였다.
까인흥 35년 10월 12일(1774년 11월 15일) , 호앙응우푹을 장수로 하여 파견해 응우옌 주의 군주 응우옌푹투언을 상대로 전쟁을 일으켰다.
까인흥 36년(1775년) 2월, 찐 주의 군사가 일거에 응우옌 주의 수도 푸쑤언을 공격해 깨뜨렸다. 그러나 같은 해 10월, 군중에 온역(瘟疫)이 돌자 군사의 주력이 광남(廣南) 지역에서 철군하였고, 해당 지역이 떠이선 군에게 넘어갔다.
까인흥 38년(1777년), 응우옌 주의 응우옌푹투언과 응우옌푹즈엉이 자딘(嘉定), 빈롱(永隆) 일대에서 응우옌후에에게 사로잡혀 살해되었다. 응우옌 주는 이로써 무너졌다. 찐섬은 떠이선 왕조가 찐 주의 최대 위협이 될 것임을 인지하고 응우옌푹아인을 지원하여 그로 하여금 응우옌 주를 회복하도록 하려고 시도했다. 이때 떠이선 조정은 응우옌 주와 교전하고 있었으므로 찐 주를 공격할 겨를이 없었다.
찐섬은 두 아들이 있었는데, 하나는 적자인 첫째 아들 찐똥이었고, 하나는 서자인 둘째 아들 찐깐이었다. 찐똥은 무(武)를 좋아하고 문(文)을 좋아하지 않았으므로 찐섬은 그를 대단히 싫어하였고, 이로 인해 까인흥 41년(1780년)에 찐똥을 세자의 자리에서 폐출하고 찐깐을 대신 세자로 세웠다. 태비(太妃) 응우옌씨(阮氏)는 찐섬 등에게 찐똥이 성년이 된 후 그의 행실을 보고 폐립의 일을 결정하라고 권하였지만 찐섬은 듣지 않았고, 차라리 찐씨의 가업을 조카인 찐봉에게 전하고 싶고 나라를 백부 찐장의 후대에게 돌려주어야 하며, 또한 찐똥같은 '불초자(不肖子)'를 세우고 싶지는 않다는 말을 하였다.
까인흥 43년 9월 13일(1782년 10월 19일), 찐섬이 병사하니 향년 44세(만 43세)이다. 유명을 남겨 자신의 사랑하는 자식인 찐깐으로 하여금 뒤를 잇도록 하고 호앙딘바오(黃廷寶) 등 7인으로 하여금 보정(輔政)하도록 하였다. 묘호를 성조(베트남어: Thánh Tổ / 聖祖)로 하였고, 성왕(베트남어: Thịnh Vương / 盛王)으로 존봉하였다. 해당 존호는 찐섬이 생전에 지정한 것이었다. 찐 주의 역대 군주들이 미자(美字)를 보태어 소천흥운제치개강홍량영유정성인효성왕(紹天興運制治開疆洪量英猷正誠仁孝盛王)으로 하였다.
찐섬이 죽고 오래지 않아 삼부군(三府軍)이 수도 탕롱에서 반란을 일으켰고, 찐깐은 찐똥에게 축출되었다.
베트남의 소설 《황려일통지(皇黎一統志)》에는 찐섬이 응우옌 주를 공격해 무너뜨린 공적을 긍정하지만 한편으로는 찐섬이 장자를 폐하고 둘째를 세운 것, 적자를 폐하고 서자를 세운 행실을 가지고 찐씨 정권이 멸망하게 되는 시작으로 보기도 하였다.

## 가족

### 조부모와 부모
- 조부 : 희조(베트남어: Hy Tổ / 僖祖) 인왕(베트남어: Nhân Vương / 仁王) 찐끄엉(베트남어: Trịnh Cương / 鄭棡 정강)
- 조모 : 자덕태비(베트남어: Từ Đức Thái Phi / 慈德太妃) 부 티 응옥응우옌(베트남어: Vũ Thị Ngọc Nguyên / 武氏玉源 무씨옥원)
- 부친 : 의조(베트남어: Nghị Tổ / 毅祖) 은왕(베트남어: Ân Vương / 恩王) 찐조아인(베트남어: Trịnh Doanh / 鄭楹 정영)
- 모친 : 자택태비(베트남어: Từ Triệt Thái Phi / 慈澤太妃) 응우옌 티 응옥지엠(베트남어: Nguyễn Thị Ngọc Diễm / 阮氏玉焰 완씨옥염)

### 후비[1]
| 봉호        | 시호                                  | 이름 (성씨)                                                  | 별칭   | 생몰년도   | 국구 (장인/장모) | 비고         |
| ----------- | ------------------------------------- | ------------------------------------------------------------ | ------ | ---------- | ---------------- | ------------ |
| 소의 (昭儀) | 의숙정비 (Ý Thục Chính phi /懿淑正妃) | 호앙 티 응옥프엉 (Hoàng Thị Ngọc Phương /黃氏玉芳 /황씨옥방) | [ 2 ]  |            | [ 3 ]            | [ 4 ] [ 5 ]  |
| 정비 (正妃) | 태비 (Thái Phi /太妃)                 | 즈엉 티 응옥호안 (Dương Thị Ngọc Hoan /楊氏玉歡 /양씨옥환)   | [ 6 ]  |            | [ 7 ]            | [ 8 ] [ 9 ]  |
| 선비 (宣妃) |                                       | 당 티 후에 (Đặng Thị Huệ /鄧氏蕙 /등씨혜)                    | [ 10 ] | ? ~ 1784년 |                  | [ 9 ] [ 11 ] |

### 왕자
| - | 봉호                            | 시호                  | 이름                          | 생몰년도        | 생모                  | 별칭   | 비고                 |
| - | ------------------------------- | --------------------- | ----------------------------- | --------------- | --------------------- | ------ | -------------------- |
| 1 | 단남왕 (Đoan Nam Vương /端王)   |                       | 찐똥 (Trịnh Tông /鄭棕 /정종) | 1763년 ~ 1786년 | 태비 즈엉 티 응옥호안 | [ 12 ] | 찐 주의 제12대 군주. |
| 2 | 공국공 (Cung Quốc Công /恭國公) | 충민 (Xung Mẫn /沖愍) | 찐깐 (Trịnh Cán /鄭檊 /정간)  | 1777년 ~ 1782년 | 선비 당 티 후에       | [ 13 ] | 찐 주의 제11대 군주. |

### 왕녀
| - | 봉호                                    | 시호 | 이름                                                      | 생몰년도 | 생모                      | 부마   | 별칭 | 비고                |
| - | --------------------------------------- | ---- | --------------------------------------------------------- | -------- | ------------------------- | ------ | ---- | ------------------- |
| 1 | 옥영군주 (Ngọc Ánh Quận Chúa /玉映郡主) |      | 찐 티 응옥로안 (Trịnh Thị Ngọc Loan /鄭氏玉𣡵 /정씨옥란)  |          | 의숙정비 호앙 티 응옥프엉 | [ 14 ] |      | [ 15 ] [ 1 ]        |
| 2 | 옥란군주 (Ngọc Lan Quận Chúa /玉蘭郡主) |      | 찐 티 응옥쑤옌 (Trịnh Thị Ngọc Xuyên /鄭氏玉栓 /정씨옥전) |          | 의숙정비 호앙 티 응옥프엉 | [ 16 ] |      | [ 17 ] [ 15 ] [ 1 ] |

## 같이 보기
- 후 레 왕조

## 참고 문헌
- 《월남사략》
- 《대월사기전서》

| 전 임 찐조아인 | 제10대 대월 후 레 왕조 찐 주의 왕 1767년 ~ 1782년 | 후 임 찐깐 |